# Lunjkovec
Lunjkovec is een plaats in de gemeente Mali Bukovec in de Kroatische provincie Varaždin. De plaats telt 241 inwoners (2001).